# Hôpital central d'Ostrobotnie centrale
L'hôpital central d'Ostrobotnie centrale (finnois : Keski-Pohjanmaan keskussairaala), est un hôpital du district hospitalier d'Ostrobotnie centrale situé à Kokkola en Finlande.

## Architecture
En 1962, un concours d'architectes est organisé pour la conception  de l'hôpital central d'Ostrobotnie. 
Il est remporte par les architectes Erkki Helamaa et Veijo Martikainen.
La construction de l'hôpital s'est achevée en 1969.  
Depuis les années 1980, l'hôpital a été agrandi ou rénové chaque décennie,,.

## Présentation
L'hôpital dessert une zone légèrement plus grande que la région d'Ostrobotnie centrale, soit une population d'environ 200 000 habitants,,.